# Bo Lundberg

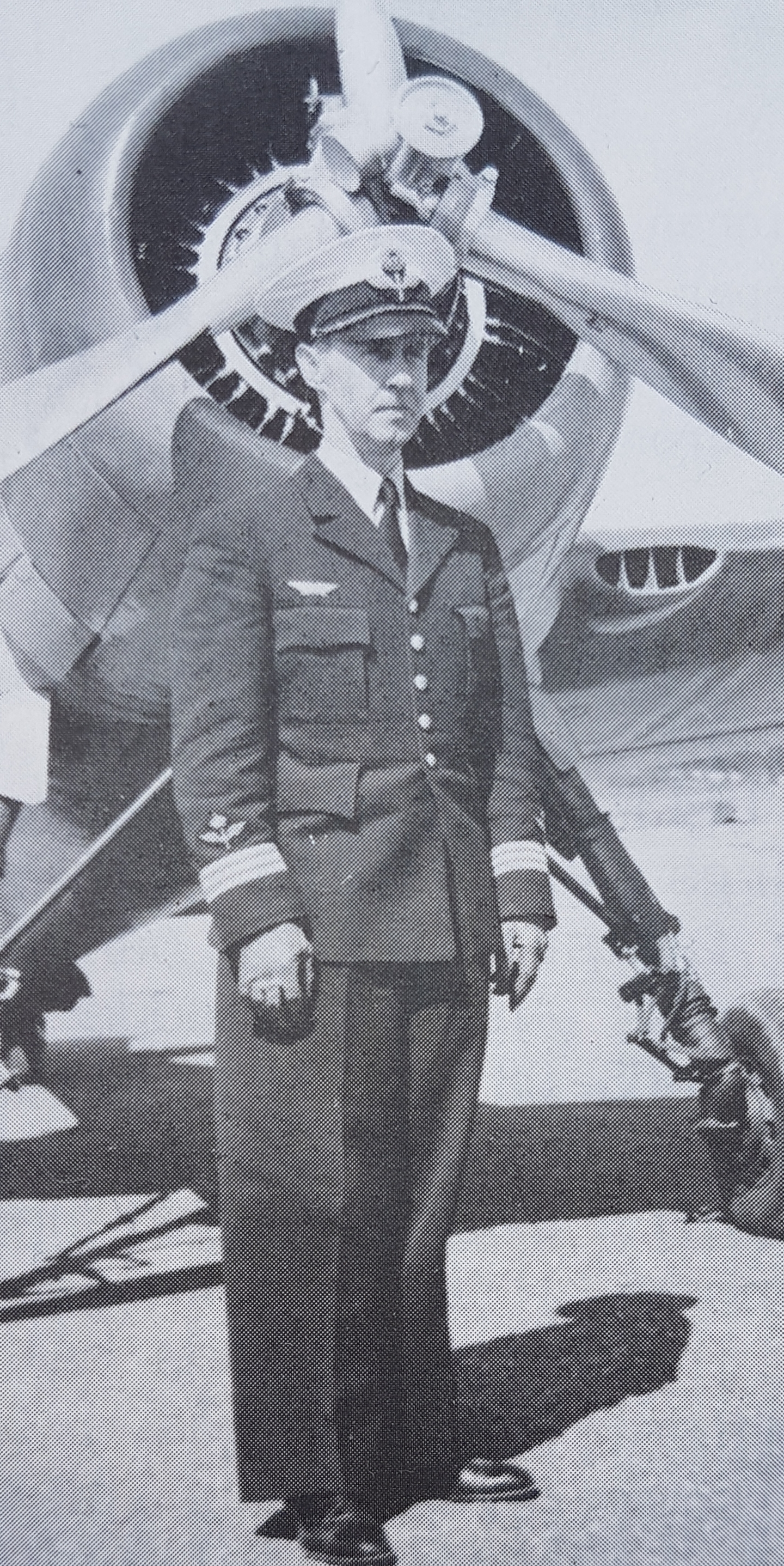

Bo Klas Oskar Lundberg, född 1 december 1907 i Karlskoga, död 15 juni 1991, var en svensk flygplanskonstruktör och överdirektör.

## Biografi
Lundberg avlade ingenjörsexamen vid KTH 1931, och började därefter som flygplanskonstruktör och provflygare på AB Svenska Järnvägsverkstädernas Aeroplanavdelning i Linköping. Han arbetade på Sparmans Flygverkstäder i Stockholm 1935–1937 och blev chef för Götaverkens flygplansavdelning 1939. Han var chefskonstruktör 1941–1943 vid projekteringen av det helsvenska jaktplanet FFVS J 22.
Han blev överdirektör vid Flygtekniska försöksanstalten 1948 och var generaldirektör där 1962-67. Senare förde han en mångårig kampanj mot trafik med överljudsplan, motiverad bland annat av problemen med ljudbangar och nedbrytningen av det skyddande ozonskiktet i de övre luftlagren. 
Bo Lundberg blev ledamot av Ingenjörsvetenskapsakademien 1949 och av Krigsvetenskapsakademien 1955.